# Margaret Beckett
Margaret Mary Beckett, (Ashton-under-Lyne, 15 de gener de 1943) és una política britànica. Membre del Partit Laborista va ser secretària d'estat de Comerç i Indústria entre 1997 i 1998 del govern de Tony Blair, després secretària d'estat de Medi Ambient, Alimentació i Assumptes Rurals del 2001 al 2006, abans d'esdevenir la primera dona secretària d'estat d'Afers Exteriors del 2006 al 2007 del govern de Blair.

## Biografia
Margaret Beckett és química metal·lúrgica de professió. Entre el 6 de maig de 2006 i el 28 de juny de 2007, Beckett va ser Secretària d'Estat de Relacions Exteriors per a Estranger i Assumptes de la Comunitat de Nacions (ministra d'afers exteriors), va ser succeït per David Miliband. Va ser la primera dona a ostentar aquesta posició en el gabinet britànic. Beckett va ser també la segona dona a servir com a líder del Partit Laborista després de la mort sobtada de John Smith el 1994 fins a l'elecció de Tony Blair el mateix any.
S'ha exercit dins del gabinet de Tony Blair com a Secretària d'Estat de Comerç, posteriorment de Medi ambient i després va ocupar el Ministeri d'Afers Exteriors.